# تينار
تينار هي منطقة تابعة إقليميّاً وإداريًا لبلدية أولاد صابر الكائنة بـدائرة قجال الواقعة في ولاية سطيف الجزائرية.